# 방추

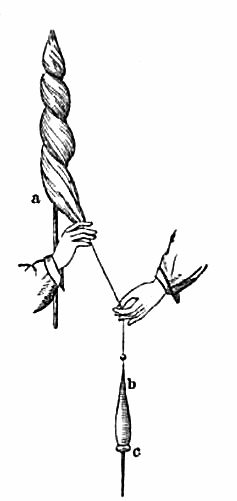
섬유 뭉치(a)에서 섬유를 뽑아, 회전축(b)에 감는다. 그 아래에 회전력을 전달하는 추(c)가 있다

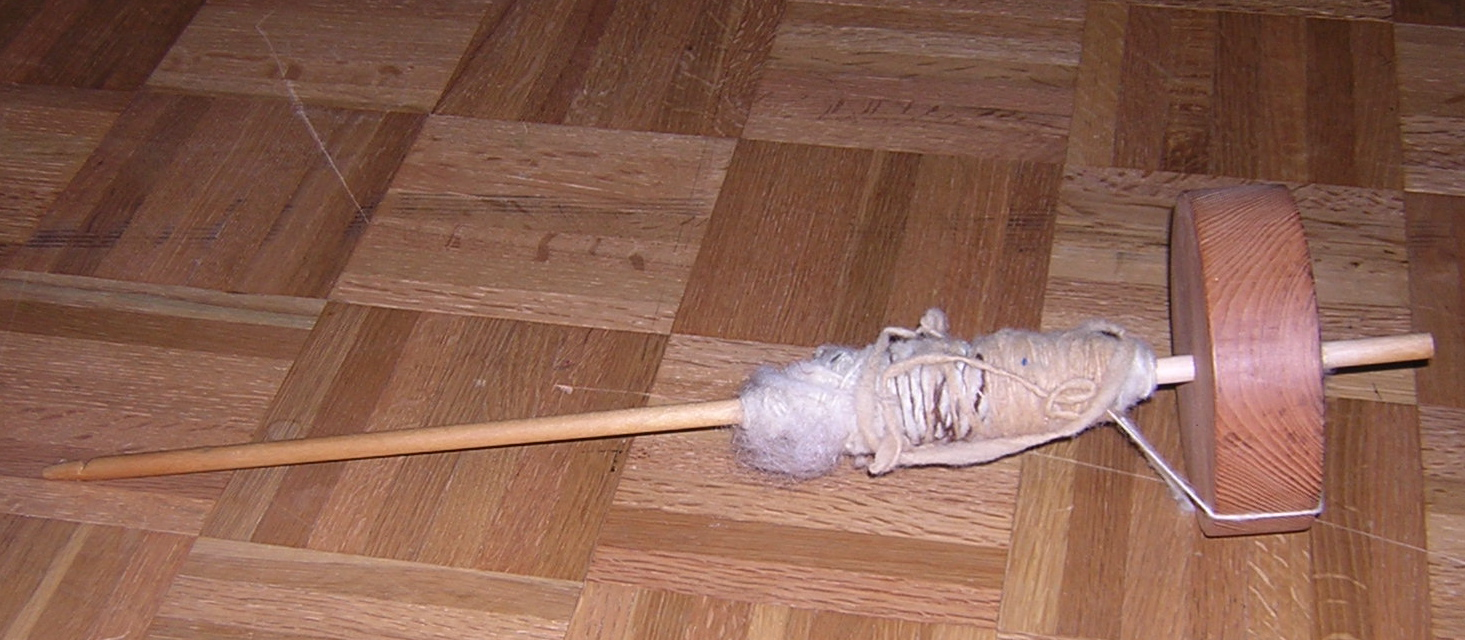
나무 재질의 방추

방추(紡錘, 영어: spindle)는 실을 뽑는 도구이다. 가락바퀴의 회전력을 이용하여 섬유를 비틀어 뽑아내어 실로 만드는 것이다.
긴 나무 막대의 끝부분에 회전력을 강하게 유지시켜 주는 추인 가락바퀴가 붙어 있다. 팽이의 축이 위로 길게 늘어진 것 같은 모양이다. 긴 막대는 실을 감아 꺼내는 회전축이며, 추의 반대쪽 끝에는 실을 거는 고리가 있다. 가락바퀴가 따로 붙어 있는 것 외에도, 막대의 아래 쪽이 볼록하게 되어 추의 역할을 하는 것도 있다.

## 같이 보기
- 가락바퀴